# Санто Пјетро (Ријети)
Санто Пјетро је насеље у Италији у округу Ријети, региону Лацио.
Према процени из 2011. у насељу је живело 13 становника. Насеље се налази на надморској висини од 246 м.